# Fuerza Nueva (Italia)
Fuerza Nueva (Forza Nuova) (FN) es un partido político italiano de extrema derecha. 
Fundado por Roberto Fiore y Massimo Morsello y el apoyo a las ideas de Julius Evola[cita requerida], el partido es un miembro del Alianza por la Paz y la Libertad y fue una parte de Alternativa Social entre 2003 y 2006. 
El partido está inspirado en las ideas de Julius Evola[cita requerida], siendo fuertemente criticado por ciertos sectores de la política italiana debido a sus posiciones radicales y algunos actos de violencia en que han participado algunos de sus militantes. 
También fue la protagonista de las campañas políticas abiertamente opuestos a la homosexualidad y la inmigración, caracterizándose también por su rechazo a la masonería, su antiamericanismo, euroescepticismo, anticapitalismo, centralismo y su apoyo a la familia tradicional y la Iglesia católica. El partido también propone prohibir el aborto y estimular el crecimiento de la población, por ser la falta de nacimientos el mayor problema de Italia, y respetar tanto el Tratado de Letrán, firmado en 1929 por Mussolini como el nuevo concordato de 1984 entre Italia y la Santa Sede por el gobierno de Craxi.